# Lumière silencieuse
Pour plus de détails, voir Fiche technique et Distribution.
Lumière silencieuse (titre original : Stellet Licht) est un film franco-néerlando-germano-mexicain écrit et réalisé par Carlos Reygadas, sorti en 2007. 
Le film a été tourné à Cuauhtémoc au Mexique. Il raconte l'histoire d'un homme marié, vivant dans une communauté mennonite, tombant amoureux d'une autre femme.

## Fiche technique
- Titre : Lumière silencieuse
- Titre original : Stellet Licht
- Réalisation : Carlos Reygadas
- Scénario : Carlos Reygadas
- Producteur : Carlos Reygadas, Jaime Romandia
- Pays d'origine :  Mexique |  France |  Pays-Bas |  Allemagne
- Langue : espagnol, français, anglais, allemand, plautdietsch
- Genre : drame
- Durée : 142 minutes
- Dates de sortie : 2007

## Distribution
- Cornelio Wall : Johan
- Miriam Toews : Esther
- Maria Pankratz : Marianne
- Peter Wall : le père
- Jacobo Klassen : Zacarias
- Elizabeth Fehr : la mère

## Distinctions
- 2007 : Festival de Cannes – Prix du jury (ex æquo avec Persépolis)
- 2007 : Festival international du film de Chicago – Gold Hugo
- 2007 : Festival du cinéma latino-américain de Huelva - Colón de Oro
- 2007 : Festival international du film de Bergen - Norwegian Film Institute's Import Award
- 2007 : Festival international du film de Stockholm - Best Script
- 2007 : Festival international du nouveau cinéma latino-américain de La Havane - Prix Gran Coral